# خاطره‌های پراکنده
خاطره‌های پراکنده مجموعهٔ شش داستان به هم پیوستهٔ خاطره‌گونه و یک داستان مستقل و بخشی از یک رمان به نام عادت‌های غریب آقای الف در غربت جمعاً دارای حدود ۳۵۰۰۰ کلمه از گلی ترقی است. این کتاب برای نخستین بار در سال ۱۳۷۱ شمسی در تهران چاپ شد. بخش خاطره‌های پراکنده خود مشتمل بر ۴ داستان است. ادامهٔ این کتاب دو دنیا است و داستان‌های هر دو کتاب را مجموعاً می‌توان فصل‌هایی از یک رمان تلقی کرد.